# 우리만화연대
우리만화연대는 한국만화의 문화적 발전과 산업적 진흥을 목적으로 1999년 1월 15일 설립된 대한민국 문화체육관광부 소관의 사단법인이다. 사무실은 서울특별시 중구 예장동 8-20 만화의집 1층에 있다.

## 주요 사업
- 한국만화의 창작지원
- 한국만화의 정책개발 및 교육사업
- 한국만화의 세계 진출 및 국제교류사업